# Жива вода (албум)
„Жива вода“ је албум традиционалних српских песама београдске групе Дрина, коју су чиниле Светлана Спајић и Миња Николић. У облику компакт диска објавила га је цетињска кућа Радио Светигора, 2000. године.
Албум је добио врло повољне критике у стручним и научним круговима, а Дрина је оцењена као једна од најуспешнијих српских група за традиционалну музику. Певачице су и након престанка рада дуета наставиле сарадњу, у Пјевачкој дружини Светлане Спајић.

## Списак песама
- Се навали Шар планина (2:33), овчарска песма, подручје Шар-планине, Стара Србија
- Соко пије вода на Вардарот (2:06), Македонија
- Ред се редат кочански сејмени (1:54), Македонија
- Густа ми магла паднала (1:57), Косово
- Замучи се Божја мајка (2:59), божићна песма, село Вукманово, Југоисточна Србија,
- Проблејало младо јагње (3:31), чобанска песма на бас, село Ласово, околина Зајечара, источна Србија, према певању Бокана Станковића
- Тупан ми тупа у село (1:58), Ускршња (Велигденска) песма на бас, село Видровац, околина Неготина, североисточна Србија
- Пораниле две девојке младе (2:38), жетелачка песма на бас, село Сеселац, источна Србија
- Бела вило на тебе ми криво (1:55), на бас, село Милатовац, Хомоље, источна Србија, према певању Светлане Стевић
- Ој, јабуко зеленико (3:38), старинска свадбена песма, село Грачаница, Косово
- Озрен горо, пови брду гране (2:56), песма на сватовски глас, подручје Озрен планине, источна Босна
- Дрину воду затровале виле (1:04), канталица, село Цулине, србијанско Подриње
- Кад се сејо удамо ја и ти (1:23), канталица, село Доња Пилица, босанско Подриње
- Заспала Јока Богутовка (2:05), на глас, село Растошница, босанско Подриње
- Што Морава мутна тече (1:18), канталица, село Доња Бадања, Јадар, србијанско Подриње
- Стојна мома бразду копа (2:01), копачка, село Грачаница, Косово
- Крајишка контра (3:31), пјевање у колу, Поткозарје, Босанска Крајина
- Нема раја без роднога краја (2:09), на бас, Книнска Крајина
- Где си било јаре моје (3:40), чобанска песма, Врање, југоисточна Србија, према певању Маје Ивановић
- Дрино водо, жубора ти твога (1:34), традиционална, Дрина, крајишко ојкање, Книнска Крајина

## Подаци о издању
- Издавач: Радио Светигора, Цетиње
- Извођачи: Светлана Спајић (водећи глас и насамо) и Миња Николић (пратећи глас).
- Предговор: вл. Јован (Ћулибрк) (тада јеромонах)
- Снимано у студију Бориса Ковача у Буковцу, од 12. до 14. фебруара 2000. осим нумера 14 и 15, снимљених у Лозници, новембар 1999.
- Тон мајстор: Маре Вукмановић
- Продуцент: Борис Ковач
- Мастеринг: Владимир Жежељ
- Фотографија: Мирослав Заклан (Дрина) и Милинко Стефановић
- Шминка: Наташа Бошковић
- Дизајн: Раде Товладијац и Зоран Туцић
- Текст на српском и енглеском и превод: Светлана Спајић

## Стручна рецепција
На крају врло подробног и повољног приказа албума, наш угледни етномузиколог и музичка уметница Јелена Јовановић закључује:
Активан, свестан и храбар однос младе певачице /Светлане Спајић, прим. ред./ према традиционалном певању одаје потпуну, суштинску посвећеност овом послу, достојну поштовања. Пред нама је занимљива личност која својим интерпретацијама даје драгоцен допринос обнови традиционалног српског сеоског певања у трагању за личним и етничким идентитетом. Несвакидашња је и теоријски изазовна њена спремност да јавно иступа са ставовима и погледима на одређене појаве у нашем фолклору. Остаје да јој пожелимо да и у даљем раду својим изузетно квалитетним певањем настави да задивљује наше етномузикологе и да им понекад задаје главобољу својим непомирљивим ставовима.— Јелена Јовановић, доктор етномузикологије (2000)